# نفط ليبيا

حقول النفط الليبي وأنابيب نقله والمصافي والخزانات

 النفط في ليبيا هي الأكبر في قارة إفريقيا ووتحتل المرتبة التاسعة بين عشر دول لديها أكبر احتياطيات نفطية مؤكدة لبلدٍ في العالم. بمعدلات تقدر 46.4 مليار برميل ( 7.38×109 متر مكعب) بحلول سنة 2010. بلغ معدل الإنتاج اليومي بعام 2010 , 1.65 مليون برميل (262×103 متر مكعب/يوم) حيث يقدر أن تستمر الاحتياطات مدة 77 سنة إذا ما استمر الإنتاج بالمعدل الحالي ومالم تكتشف أبار نفط جديدة.
تعتبر ليبيا منطقة ذي جاذبية نظرا لزهد تكاليف إنتاج النفط (تصل حتى دولار للبرميل في بعض الحقول) ولقربها من الأسواق الأوروبية.
تواجه الدولة الليبية تحدى لإبقاء الإنتاج قائما في الحقول التامة النمو بينما تبحث وتطور الحقول المكتشفة. تظل غالبية الأراضي الليبية غير مكتشفة نتيجة للعقوبات المفروضة عليها سابقا بالإضافة إلى الخلافات مع شركات النفط الأجنبية.
يصدر السواد الأعظم من النفط الليبي (85%) إلى الأسواق الأوروبية. بلغت صادرات النفط الليبي إلى الاتحاد الأوروبي حتى عام 2010، 11% أو 403 مليون برميل جاعلة إياها ثالث أكبر مصدر بعد النرويج وروسيا.
بلغ معدل الإنتاج التراكمي خلال 2009، 27 مليار برميل حيث يشكل ذلك الرقم ما يبلغ معدل 65% من الإحتياطي.
بدء النتقيب عن النفط في ليبيا بعد صدور قانون النفط لعام 1955. وتعتبر المؤسسة الوطنية للنفط أكبر شركة نفط في ليبيا والمسؤول عن عقود الاكتشاف والتصدير.